# Bundesdirektorenkonferenz
Die Bundesdirektorenkonferenz - Verband leitender Ärztinnen und Ärzte der Kliniken für Psychiatrie und Psychotherapie (BDK) e.V. ist ein Verband der verantwortlichen Leiter eines Fachkrankenhauses oder einer Fachabteilung für Psychiatrie und Psychotherapie in Form eines als gemeinnützig anerkannten eingetragenen Vereins. Er wird durch einen neunköpfigen Vorstand geleitet. Aktueller Vorsitzender ist Thomas Pollmächer (Ärztlicher Direktor am Klinikum Ingolstadt).
Ziele der BDK sind u. a. die Vertretung der ärztlichen Leitungen gegenüber den Krankenhausträgern und der Politik, die Verbesserung der psychiatrischen Krankenhausversorgung, die fachliche Weiterentwicklung des Gebietes Psychiatrie und Psychotherapie und die Verbesserung der Versorgung psychisch Kranker. Die BDK arbeitet mit den Psychiatrie-Verbänden Aktion Psychisch Kranke APK, den Arbeitsgemeinschaften der Kinder- und Jugendpsychiater und der Leiter psychiatrischer Abteilungen an Allgemeinkrankenhäusern, der Deutschen Gesellschaft für Psychiatrie, Psychotherapie und Nervenheilkunde (DGPPN), der Deutschen Gesellschaft für Soziale Psychiatrie (DGSP), der Bundesarbeitsgemeinschaft der Träger psychiatrischer Krankenhäuser, Vertretern der Verwaltungen und der Pflege sowie befreundeten Verbänden benachbarter Länder zusammen.
Sitzungen finden in halbjährlichen Abständen an den Klinikstandorten statt. Mitglieder können Leitende Ärzte psychiatrischer Kliniken werden. Neben einem im Turnus wechselnden Vorstand amtieren Sprecher von Arbeitsgruppen. Aktuell existieren die folgenden Arbeitsgruppen (was zugleich das Spektrum der bearbeiteten Themen verdeutlicht):
- Biologische Psychiatrie
- Chronisch Kranke
- Dokumentation und Qualitätssicherung
- EDV
- Forensik
- Forschung
- Migration und Psychiatrie
- Soziotherapie
- Sucht
- Stationäre Psychotherapie
- Geistige Behinderung
- Gerontopsychiatrie
- Institutsambulanzen
- Krankenhausfragen

Die BDK gibt in unregelmäßigen Abständen eine Schriftenreihe heraus.